# Opportunity Liga
Opportunity Liga – najwyższa w hierarchii klasa męskich ligowych rozgrywek koszykarskich w Czarnogórze. Została utworzona w 2006 roku, po ogłoszeniu przez Czarnogórę niepodległości.

## Zespoły
- KK Budućnost - Podgorica
- KK Danilovgrad - Danilovgrad
- KK Teodo - Tivat
- KK Lovćen - Cetynia
- KK Mogren - Budva
- KK Mornar - Bar
- KK Ulcinj - Ulcinj
- ABS Primorje - Herceg Novi
- KK Jedinstvo - Bijelo Polje
- KK Ljubovic - Podgorica
- KK Sutjeska - Nikšić

## Finały mistrzostw Czarnogóry
| Sezon   | Mistrz    | Wynik | Wicemistrz | Trener mistrza    | MVP sezonu                      |
| ------- | --------- | ----- | ---------- | ----------------- | ------------------------------- |
| 2006–07 | Budućnost | 3–0   | Lovćen     | Dejan Radonjić    | Vladimir Micov (Budućnost)      |
| 2007–08 | Budućnost | 3–0   | Mogren     | Dejan Radonjić    | Nikola Otašević (Budućnost)     |
| 2008–09 | Budućnost | 3–0   | Primorje   | Dejan Radonjić    | Nikola Otašević (Budućnost)     |
| 2009–10 | Budućnost | 3–0   | Lovćen     | Dejan Radonjić    | Čedomir Vitkovac (Budućnost)    |
| 2010–11 | Budućnost | 3–0   | Mornar     | Dejan Radonjić    | Vladimir Dragičević (Budućnost) |
| 2011–12 | Budućnost | 3–0   | Sutjeska   | Dejan Radonjić    | Bojan Dubljević (Budućnost)     |
| 2012–13 | Budućnost | 3–0   | Sutjeska   | Dejan Radonjić    | Aleksa Popović (Budućnost)      |
| 2013–14 | Budućnost | 3–0   | Zeta       | Igor Jovović      | Suad Šehović (Budućnost)        |
| 2014–15 | Budućnost | 3–1   | Sutjeska   | Igor Jovović      | J.R. Reynolds (Budućnost)       |
| 2015–16 | Budućnost | 3–1   | Mornar     | Igor Đaletić      | Julius Jenkins (Budućnost)      |
| 2016–17 | Budućnost | 3–2   | Mornar     | Igor Đaletić      | Nemanja Gordić (Budućnost)      |
| 2017–18 | Mornar    | 3–1   | Budućnost  | Mihailo Pavićević | Derek Needham (Mornar)          |
| 2018–19 | Budućnost | 3–2   | Mornar     | Petar Mijović     |                                 |

## Finaliści według klubów
| Klub         | Mistrzostwa | Wicemistrzostwa | Zwycięskie lata                                                        |
| ------------ | ----------- | --------------- | ---------------------------------------------------------------------- |
| Budućnost    | 12          | 0               | 2007, 2008, 2009, 2010, 2011, 2012, 2013, 2014, 2015, 2016, 2017, 2019 |
| Sutjeska     | 0           | 3               |                                                                        |
| Lovćen       | 0           | 2               |                                                                        |
| Mogren       | 0           | 1               |                                                                        |
| ABS Primorje | 0           | 1               |                                                                        |
| Mornar Bar   | 0           | 1               |                                                                        |
| Zeta 2011    | 0           | 1               |                                                                        |